# Thatbyinnyu
Le Thatbyinnyu est un temple bouddhique de Bagan, en Birmanie. C'est le plus haut monument du site, avec près de 66 m. Construit à proximité du Temple de l'Ananda par le roi Alaungsithu en 1144, il servit de modèle pour la plupart des "grands temples" suivants (notamment le temple de Gawdawpalin).
Dédié à la "Thathâgata" (une des épithètes du Bouddha), il possède des caractères originaux : bâti sur une plate-forme de 20 m, il n'a pas de pilier central, mais une chambre voûtée au premier étage, où se trouve une grande statue du bouddha assis. Trois faux étages conduisent au court sikhara (tour-sanctuaire), qui est presque cubique. L'ensemble est couvert de stucs et blanchi à la chaux.
La plate-forme servait de monastère : les moines vivaient dans des couloirs et des pièces ménagées sur deux niveaux à sa périphérie.